# Eutelia purpurascens
Eutelia purpurascens là một loài bướm đêm trong họ Noctuidae.